# Manuel Anatol Aristegi
Manuel Anatol Aristegi (8 de maig de 1903 - 17 de maig de 1990) fou un futbolista basc, nacionalitzat francès, de la dècada de 1920.
Pel que fa a clubs, defensà els colors de Real Unión, Athletic Club i Reial Madrid. El 1929 marxà a França i jugà per Racing Paris.
Anatol es nacionalitzà francès el 1929 i poc després debutà amb la selecció francesa. En total disputà 16 partits amb el combinat francès i marcà un gol.